# 비행기 타고 가요
비행기 타고 가요는 채널A에서 방송된 여행 및 항공 승무원 체험을 다룬 예능 프로그램이다.

## 출연자

### 시즌 1

#### 전 방송분 출연
- 신현준
- 유라

#### 일부 방송분 출연
- 황제성 (1~5,10,11회/다카마쓰, 칼리보, 괌 비행 출연)
- 기희현[1](4~11회/칼리보, 삿포로, 홍콩, 괌 비행 출연)
- 정진운 (1~5회/다카마쓰, 칼리보 비행 출연)
- 정준호 (10~12회/괌, 요나고 비행 출연)
- 김기리 (8, 9회/홍콩 비행 출연)
- 권혁수 (12회/요나고 비행 출연)
- 김승혜 (12회/요나고 비행 출연)

### 시즌 2

#### 경력직 승무원
- 신현준
- 황제성

#### 신입 승무원
- 은지원(1~8회 / 가오슝, 블라디보스토크, 비엔티안, 코타키나발루 비행 출연)
- 유이
- 송윤형(1~4,9,10회 /가오슝, 블라디보스토크, 마닐라 비행 출연)
- 오영주(9~12회 / 마닐라, 세부 비행 출연)

## 방영되었을 때 업무 분담

### 시즌 1
- 인천-다카마쓰(RS704-HL8281/RS701-HL7790)
  - 신현준:AA(손님맞이 및 탑승권 확인)
  - 정진운:AS(A존 서비스)
  - 황제성:BS(기내방송 및 B존 서비스)
  - 유라:CG(갤리 업무 및 C존 서비스)
  - 듀티 승무원:박새암(매니저), 김후자(승무원)
  - 기장:최영섭(기장)

- 인천-칼리보(RS541-HL8280)
  - 정진운:AA(앞 갤리 및 기내식 확인)
  - 신현준:AS(탑승권 확인)
  - 유라:BS(방송)
  - 기희현:BS(뒤 갤리 및 서비스 보조)-OJT승무원
  - 황제성:CS(면세 및 판매, 이벤트)
  - 듀티 승무원:전예지(매니저), 김한미(승무원)
  - 기장:이민상(기장)/최영섭(기장), 이경섭(부기장)

- 인천-삿포로(RS792-HL8281/RS791-HL8266)
  - 신현준:AS(앞갤리 및 탑승권 확인)
  - 기희현:BS(기내 방송)
  - 유라:CS(면세 및 판매)
  - 듀티 승무원:김주미(매니저), 김민종(승무원)/박근령(매니저)
  - 기장:이성훈(기장)

- 인천-홍콩(RS531-HL8280)
  - 유라:AS(탑승권 확인)
  - 기희현:BS1(서비스 보조)
  - 김기리:BS2(방송 및 서비스 보조, OJT 훈련 승무원으로 출연)
  - 신현준:CS(판매 및 서비스 보조)
  - 듀티 승무원:신유림(매니저), 정유림(승무원)
  - 기장:이성룡(기장)

- 인천-괌(RS102-HL8255)
  - 신현준:AS(탑승권 확인)
  - 정준호:AA(A존 서비스 서포트, OJT 훈련 승무원으로 출연)
  - 황제성:BS1(기내 방송 및 이벤트)
  - 기희현:BS2(B존 서비스)
  - 유라:CS(면세 판매)
  - 듀티 승무원:최민경(매니저), 김후자(승무원)

- 인천-요나고(RS745-HL7212)
  - 정준호:AA(탑승권 확인)
  - 신현준:AS(A존 서비스)
  - 권혁수:BS(B존 서비스&기내 방송, OJT 훈련 승무원으로 출연)
  - 유라:CS(C존 서비스&뒤 갤리)
  - 김승혜:CG(C존 서비스&뒤 갤리, OJT 훈련 승무원으로 출연)
  - 듀티 승무원:김선아(매니저)

- 주: OJT승무원이란, 'On The Job Training'의 약어로, 여기서는 시범 비행을 하는 인턴 승무원을 뜻한다.

### 시즌 2
- 인천-가오슝 (BX781-HL7729)
  - 신현준 AL(보딩 및 탑승권 확인)
  - 은지원 AL(A존 서비스 및 앞 갤리 보조)
  - 유이 BL(기내유상판매 및 B존 서비스)
  - 황제성 CL(C존 서비스 및 기내방송)
  - 송윤형 CL(C존 서비스 및 뒤 갤리 보조)
  - 듀티 승무원 : 정주영(매니저), 조원혜(승무원)
  - 기장: 서원진(기장), 송민섭(부기장)

- 김해-블라디보스토크 (BX472-HL7735)
  - 신현준 AL(보딩 및 탑승권 확인)
  - 황제성 AL(A존 서비스 및 앞 갤리 보조)
  - 송윤형 BL(B존 서비스 및 면세품&유상판매)
  - 은지원 CL(C존 서비스 및 기내방송)
  - 유이 CL(C존 서비스 및 뒤 갤리 보조)
  - 듀티 승무원 : 김민경(매니저), 박혜훈(승무원)
  - 기장 : 김철수(기장), 김성욱(부기장)

- 김해-비엔티안 (BX745-HL8213)
  - 신현준 AL(보딩 및 탑승권 확인)
  - 은지원 AL(A존 서비스 및 앞 갤리 보조)
  - 황제성 BL(B존 서비스 및 면세품&유상판매)
  - 유이 CL(C존 서비스 및 기내방송)
  - 듀티 승무원 : 이지선(매니저), 황조윤(승무원)
  - 기장 : 김태완(기장), 문재훈(부기장)

- 김해-코타키나발루 (BX761-HL7722)
  - 유이 AL(보딩 및 탑승권 확인)
  - 황제성 AL(A존 서비스 및 앞 갤리 보조)
  - 신현준 BL(B존 서비스 및 면세품&유상판매)
  - 은지원 CL(C존 서비스 및 기내방송)
  - 듀티 승무원 : 고보경(매니저), 챙궁(첸궁, 승무원)
  - 드림크루 : 고주희(승무원), 이주현(승무원)
  - 기장 : 박지완(기장), 이윤석(부기장)

- 인천-마닐라 (5J187)
  - A 구역 : 신현준(탑승권 확인), 황제성(승객 좌석 안내)
  - B 구역 : 유이, 오영주(탑승권 확인), 송윤형 (승객 좌석 안내, 기내방송)
  - 듀티 승무원 : 테아(비타크루의 교관 겸 매니저)

- 인천-세부 (5J129)
  - A 구역 : 신현준(탑승권 확인, 기내방송)
  - B 구역 : 유이, 오영주 (승객 좌석 안내)
  - C 구역 : 황제성(승객 좌석 안내)
  - 듀티 승무원 : 요한(매니저)

## 에피소드 목록

### 시즌 1 (2019년)
| 2019년 | 2019년 | 2019년   | 2019년 | 2019년 |
| 순번   | 회차   | 방송일   | 여행지 | 비고 |
| ------ | ------ | -------- | --- | --- |
| 1      | 제1회  | 1월 26일 | 일본 가가와 다카마쓰 | - 면접 / 교육훈련/첫 비행 - 김주미 교관 겸 매니저(15년차) - 최영섭 기장(16년차) - 박새암 매니저(5년차) - 김후자 승무원(2년차) - 인천~다카마쓰/RS704/HL8281 - 다카마쓰~인천/RS701/HL7790       |
| 1      | 제2회  | 2월 2일  | 승무원의 핫플레이스 (리쓰린 공원)                                                                                              | - 면접 / 교육훈련/첫 비행 - 김주미 교관 겸 매니저(15년차) - 최영섭 기장(16년차) - 박새암 매니저(5년차) - 김후자 승무원(2년차) - 인천~다카마쓰/RS704/HL8281 - 다카마쓰~인천/RS701/HL7790       |
| 1      | 제3회  | 2월 9일  | 승무원의 핫플레이스(가가와현)                                                                                                  | - 면접 / 교육훈련/첫 비행 - 김주미 교관 겸 매니저(15년차) - 최영섭 기장(16년차) - 박새암 매니저(5년차) - 김후자 승무원(2년차) - 인천~다카마쓰/RS704/HL8281 - 다카마쓰~인천/RS701/HL7790       |
| 2      | 제4회  | 2월 16일 | 필리핀 칼리보 | - 기희현 등장 - 이민상 기장(13년차) - 전예지 매니저(6년차) - 김한미 승무원(2년차) - 최영섭 기장(16년차) - 이경섭 부기장 - 인천~칼리보/RS541/HL8280                                            |
| 2      | 제5회  | 2월 23일 | (보라카이 - 호핑투어) | - 기희현 등장 - 이민상 기장(13년차) - 전예지 매니저(6년차) - 김한미 승무원(2년차) - 최영섭 기장(16년차) - 이경섭 부기장 - 인천~칼리보/RS541/HL8280                                            |
| 3      | 제6회  | 3월 9일  | 일본 홋카이도 삿포로 | - 정진운 하차 - 이성훈 기장 - 김주미 교관 겸 매니저(15년차) - 김민종 승무원(1년차) - 인천~신치토세/RS792/HL8281 - 중간평가(신현준, 유라) - 박근령 매니저(11년차) - 신치토세~인천/RS791/HL8266 |
| 3      | 제7회  | 3월 16일 | 승무원의 핫플레이스 (오타루 운하, 오르골당, 미소라멘, 세븐별 나무, 켄과 메리의 나무, 크리스마스 나무, 감성 카페, 흰 수염 폭포) | - 정진운 하차 - 이성훈 기장 - 김주미 교관 겸 매니저(15년차) - 김민종 승무원(1년차) - 인천~신치토세/RS792/HL8281 - 중간평가(신현준, 유라) - 박근령 매니저(11년차) - 신치토세~인천/RS791/HL8266 |
| 4      | 제8회  | 3월 23일 | 홍콩 | - 특별출연(게스트) : 김기리 - 황제성 잠시 하차 - 이성룡 기장(8년차) - 신유림 매니저(8년차) - 정유림 승무원(1년차) - 인천~홍콩/RS531/HL8280 - 초대손님 : 임달화                                |
| 4      | 제9회  | 3월 30일 | 홍콩 | - 특별출연(게스트) : 김기리 - 황제성 잠시 하차 - 이성룡 기장(8년차) - 신유림 매니저(8년차) - 정유림 승무원(1년차) - 인천~홍콩/RS531/HL8280 - 초대손님 : 임달화                                |
| 5      | 제10회 | 4월 6일  | 괌 | - 특별출연(게스트) : 정준호 - 황제성 복귀 - 최민경 매니저(9년차) - 김후자 승무원(2년차) - 인천~앤토니오 B. 원 팻(괌)/RS102/HL8255                                                             |
| 5      | 제11회 | 4월 13일 | 괌 | - 특별출연(게스트) : 정준호 - 황제성 복귀 - 최민경 매니저(9년차) - 김후자 승무원(2년차) - 인천~앤토니오 B. 원 팻(괌)/RS102/HL8255                                                             |
| 6      | 제12회 | 4월 20일 | 일본 돗토리 요나고 | - 정준호 정식 비타크루로 합류 - 특별출연(게스트) : 권혁수, 김승혜 - 김선아 매니저(4년차) - 인천~미호(요나고)/RS745/HL7212 - 에필로그                                                          |

- 3월 2일 방송분은 스페셜 방송으로 편성되었다.

### 시즌 2 (2019~2020년)
| 2019년 | 2019년 | 2019년    | 2019년                  | 2019년 | 2019년 |
| 순번   | 회차   | 방송일    | 여행지                  | 비고 |        |
| ------ | ------ | --------- | ----------------------- | --- | ------ |
| 1      | 제1회  | 12월 21일 | 대만 가오슝             | - 1회 면접, 서비스교육, 안전교육 - 담임교관 : 김진영 교관 - 방송교관 : 정미경 교관 - 서비스교관: 배은영 교관, 김윤정 교관 - 안전교관 : 이지선 교관, 손승완 교관, 김연정 교관 - 인천~가오슝 |        |
| 1      | 제2회  | 12월 28일 | 대만 가오슝             | - 1회 면접, 서비스교육, 안전교육 - 담임교관 : 김진영 교관 - 방송교관 : 정미경 교관 - 서비스교관: 배은영 교관, 김윤정 교관 - 안전교관 : 이지선 교관, 손승완 교관, 김연정 교관 - 인천~가오슝 |        |
| 2020년 |        |           |                         | |        |
| 2      | 제3회  | 1월 4일   | 러시아 블라디보스토크   | - 김해~블라디보스토크 |        |
| 2      | 제4회  | 1월 11일  | 러시아 블라디보스토크   | - 김해~블라디보스토크 |        |
| 3      | 제5회  | 1월 18일  | 라오스 비엔티안         | - 김해~왓따이 |        |
| 3      | 제6회  | 1월 25일  | 라오스 비엔티안         | - 김해~왓따이 |        |
| 4      | 제7회  | 2월 1일   | 말레이시아 코타키나발루 | - 김해~코타키나발루 |        |
| 4      | 제8회  | 2월 8일   | 말레이시아 코타키나발루 | - 김해~코타키나발루 |        |
| 5      | 제9회  | 2월 29일  | 필리핀 마닐라           | - 인천~마닐라 |        |
| 5      | 제10회 | 3월 7일   | 필리핀 마닐라           | - 인천~마닐라 |        |
| 6      | 제11회 | 3월 14일  | 필리핀 세부             | - 인천~세부 |        |
| 6      | 제12회 | 3월 21일  | 필리핀 세부             | - 인천~세부 |        |

- 2월 15일 ~ 2월 22일 방송분은 스페셜 방송으로 편성되었다.

## 시청률
최저 시청률과 최고 시청률은 시청률 조사회사와 지역별로 시청률에 차이가 있을 수 있습니다.

### 시즌 1
| 방영일    | 회차 | 시청률 |
| --------- | ---- | ------ |
| 2019.4.20 | 12회 | 0.832% |
| 2019.4.13 | 11회 | 0.929% |
| 2019.4.6  | 10회 | 1.14%  |
| 2019.3.30 | 9회  | 0.78%  |
| 2019.3.23 | 8회  | 0.955% |
| 2019.3.16 | 7회  | 0.728% |
| 2019.3.9  | 6회  | 0.972% |
| 2019.2.23 | 5회  | 0.881% |
| 2019.2.16 | 4회  | 1.268% |
| 2019.2.9  | 3회  | 0.997% |
| 2019.2.2  | 2회  | 1.493% |
| 2019.1.26 | 1회  | 1.128% |

### 시즌 2
| 2019년 | 2019년    | 2019년          |
| 회차   | 방송일    | AGB 닐슨 시청률 |
| 회차   | 방송일    | 대한민국 (전국) |
| ------ | --------- | --------------- |
| 1      | 12월 21일 | 0.996%          |
| 2      | 12월 28일 | 1.679%          |
| 2020년 |           |                 |
| 3      | 1월 4일   | 1.168%          |
| 4      | 1월 11일  | 1.116%          |
| 5      | 1월 18일  | 1.372%          |
| 6      | 1월 25일  | 1.301%          |
| 7      | 2월 1일   | 0.992%          |
| 8      | 2월 8일   | 1.135%          |
| 9      | 2월 29일  | 0.991%          |
| 10     | 3월 7일   | 0.936%          |
| 11     | 3월 14일  | 약 0.7%         |
| 12     | 3월 21일  | 약 0.6%         |

## 참고 사항
- 본 촬영 중인 안전 관련 업무는 듀티 승무원이 진행하고 항공보안법 및 관련 법규에 위반하는 사항은 촬영하지 않는다.
- 시즌 2에는 외교부 여행 유의 당부하여, 코로나19 확산 이전에 안전하게 촬영되었으며, 원래 베트남 다낭에도 가려고 했으나 신종 코로나 바이러스 전파 영향으로 촬영이 취소되었다.

## 같이 보기
- 에어서울 (시즌1 방송 협조)
- 에어부산, 세부퍼시픽항공 (시즌2 방송 협조)